# Нижегородский цирк имени Маргариты Назаровой
Нижегородский государственный цирк имени Маргариты Назаровой — культурный развлекательный центр, расположенный в Канавинском районе Нижнего Новгорода. Считается самым большим цирком в Европе. 

## История
История Нижегородского цирка берёт начало в 1883 году, когда Аким и Пётр Никитины соорудили первое, деревянное здание цирка. В 1886 году было закончено строительство каменного здания цирка.
В 1923 году Нижегородский цирк перешёл в ведение центрального управления государственных цирков (ЦУГЦ).
Современное здание цирка на 1719 мест было построено в 1964 году. Здание построено на месте снесённой в 1949 году Владимирской церкви. В 1981 году было принято решение о реконструкции здании Нижегородского цирка, которая началась в 1984 году, но из-за недостатка финансирования была заморожена на несколько десятилетий. Активные работы по реконструкции были возобновлены в 2005 году, благодаря юбилею бывшего нижегородского губернатора В. П. Шанцева. Торжественное открытие цирка состоялось только 1 сентября 2007 года, причём после него долго латали текущую крышу и устраняли другие недоделки. Всего реконструкция здания цирка стоила 506 млн рублей.

## Современное состояние
Зрительный зал рассчитан на 2000 мест, общая площадь цирка: 30 000 м², предусмотрены места для инвалидов-колясочников. В цирке есть 2 больших манежа, своя автономная котельная. Одним из наиболее сложных в постройке элементов, стала соединяющая эстраду и большую арену выдвижная лестница.

## Руководство
С 2007 по 2014 год директором Нижегородского цирка был Валерий Николаевич Петров, с 2014 по 2020 год — Инна Ванькина. Цирк возглавляли Алена Кирилова, с 19.01.2023г.  Тамара Бортникова с 2024 г. Жанна Семибратова